# Marcos Paulo Souza Ribeiro
Marcos Paulo Souza Ribeiro (født 21. marts 1974) er en tidligere brasiliansk fodboldspiller.